# António Vicente de Queirós
António Vicente de Queirós (Gandra (Valença), 5 de agosto de 1792 — Lisboa, 7 de fevereiro de 1868), 1.º e único barão de Ponte de Santa Maria e 1.º conde da Ponte de Santa Maria, foi um oficial general do Exército Português e político, que, entre outras funções de relevo, foi membro da Junta Provisória de Governo, o órgão revolucionário criado a 27 de janeiro de 1842, na sequência do golpe cartista que restaurou a Carta Constitucional portuguesa de 1826.